# كورنيليس بروير
كورنيليس بروير هو رسام هولندي، ولد في 1634 في روتردام في هولندا، وتوفي بنفس المكان في 24 أغسطس 1681.